# Kbc (DMB)
kbc는 광주·전남·전북을 가시청권으로 하는 지상파DMB 방송국으로, 2008년 6월 30일에 개국하였다. kbc광주방송이 사업자이며, JTV전주방송과 공동으로 운영하고 있다. 현재 비디오채널 2개와 데이터채널 2개를 송출중이다.

## 연혁
- 2008년 6월 30일 : 지상파DMB방송국 kbc 개국 (무등산송신소)
- 2008년 8월 27일 : 모악산중계소 개국

## 채널 구성
| 앙상블명 | 채널명    | 송출형식          | 전송속도 | 자체/임대 | 비고          |
| -------- | --------- | ----------------- | -------- | --------- | ------------- |
| kbc      | kbc-SBSu  | 비디오 채널 (DMB) | 512kbps  | 자체      |               |
| kbc      | JTV-mYTN  | 비디오 채널 (DMB) | 512kbps  | 자체      |               |
| kbc      | kbc DATA  | 데이터 채널       | ?kbps    | 자체      | 채널명 미확인 |
| kbc      | TPEG(DTS) | 데이터 채널       | ?kbps    | 임대      | 채널명 미확인 |

## 비디오 채널
- kbc-SBSu

광주방송이 운영하는 DMB 비디오 채널이다. JTV TV를 수중계한다.
편성표
kbc-SBSu 편성표
- JTV-mYTN

전주방송이 운영하는 DMB 비디오 채널이다. 방송시간대중 20%는 자사 TV 방송을 재전송하며, 80%의 시간대에 YTN의 DMB채널인 mYTN의 프로그램을 재전송한다. 방송 로고는 JTV YTN과 같은 형식으로 표시된다.

## 데이터 채널
- kbc DATA

부가 데이터 서비스, 지역정보, 웹서비스 등 다양한 데이터 서비스를 제공하는 채널이다.
- TPEG(DTS)

부가 데이터 서비스, 교통정보, 웹서비스 등 다양한 데이터 서비스를 제공하는 채널이다. 네비게이션에서는 YTN TPEG 서비스를 제공하고 있다.

## 방송 송출 시설망
- 호출부호 : HLDH-TDMB

| 송신소        | 주파수              | 출력 | 송신소 위치                              | 비고  |
| ------------- | ------------------- | ---- | ---------------------------------------- | ----- |
| 무등산 송신소 | CH 8C (184.736MHz)  | 2kW  | 광주 북구 금곡동 산1-1                   |       |
| 모악산 중계소 | CH 12C (208.736MHz) | 2kW  | 전북 김제시 금산면 금산리 산1            |       |
| 노고단 중계소 | CH 12C (208.736MHz) | 2kW  | 전남 구례군 산동면 좌사리 산110-2        |       |
| 영광 중계소   | CH 8C (184.736MHz)  | 90W  | 전남 영광군 영광읍 도동리 산1-1 (물퇴봉) | [ 1 ] |
| 대둔산 중계소 | CH 8C (184.736MHz)  | 2kW  | 전남 해남군 현산면 황산리 산1-16         |       |
| 양을산 중계소 | CH 8C (184.736MHz)  | 90W  | 전남 목포시 용해동 산34                  |       |
| 망운산 중계소 | CH 7C (178.736MHz)  | 2kW  | 경남 남해군 서면 연죽리 산38             |       |
| 구봉산 중계소 | CH 7C (178.736MHz)  | 90W  | 전남 여수시 여서동 산160-3               |       |

## 관련 보기
- 디지털 멀티미디어 방송
- SBS u
- YTN DMB
- G1방송 DMB
- TJB u
- U-KBS
- KNN DMB
- TBC DMB
- JIBS (DMB)